# Rochester (Kent)
 For alternative betydninger, se Rochester. (Se også artikler, som begynder med Rochester)
Rochester er en by og et historisk myndighedsområde området Medway i Kent. Den ligger ved et smalt sted ved floden Medway omkring 50 km syd for London.
Rochester var i mange år Charles Dickens' favoritby, og han ejede Gads Hill Place i Higham der lå tæt ved, og han baserede derfor mange af sine romaner på dette område. Bispesædet Rochester er det næstældste i England, og det er centreret omkring Rochester Cathedral. Bispesædet var grundlaget i 604 en skole, der i dag hedder The King's School som er anerkendt som den næstældste skole i verden. Rochester Castle, der blev bygget af biskop Gundulf af Rochester, har et af de bedst bevarede keeps der findes i England og Frankrig. Under den første baronkrig (1215–1217) i kong Johns regeringstid, erobrede baronielle tropper borgen fra ærkebiskop Stephen Langton og brugte den mod kongen, der belejrede den.
Rochester og nabobyerne Chatham, Gillingham og Strood samt en række landsbyer i området danner en stor konurbation kaldet Medway Towns med en befolkning på omkring 250.000. Disse områder danner i dag Medway enhedslig myndighed. Frem til 1998 styrede Kent County Council området, og det er stadig en del af det ceremonielle grevskab Kent efter den seneste Lieutenancies Act fra 1997.